# Bombardement de Dokdo

Le bombardement de Dokdo est un bombardement d'entrainement de l'aviation américaine qui a officiellement causé la mort de 30 pêcheurs sud-coréens. Il s'est produit le 8 juin 1948 sur l'ile de Dokdo.

## Déroulement
Cet évènement se déroule alors que la zone sud de la Corée est administrée par l'USAMGIK, le Gouvernement militaire de l'armée des États-Unis en Corée, chargé d'organiser le passage à l'indépendance du pays, précédemment colonisé par le Japon. En 1948, la Corée connait une année de paix, seulement troublée par la répression du soulèvement de Jeju.
Le bombardement a été réalisé par une escadrille de 20 avions du 93e BG basé à Okinawa (Japon) qui avait reçu la mission de larguer chacun 4 bombes de 1000 livres sur les iles de Dokdo, un groupe d'iles inhabitées qui avaient été désignées comme cible potentielle par l'armée américaine. Ce groupe était précédé de 30 minutes par un avion éclaireur chargé de contrôler la météo et la visibilité.  Cependant, ce jour-là, près de 80 bateaux de pêcheurs se trouvaient autour de cette ile. La population locale n'ayant pas été prévenue, ils étaient venus depuis Ulleungdo pour récolter des algues. La première rafale détruit une vingtaine de bateaux, la deuxième un autre groupe d'une vingtaine de bateaux. 
L'USAMGIK produit un premier rapport le 15 juin déplorant la mort de 16 personnes et la destruction de 23 bateaux ainsi que 8 blessés graves et 16 blessés légers. Après une enquête plus poussée, le ministre des affaires étrangères coréen indique en 1955 que le nombre de morts s'est élevé à 30. Les survivants estiment qu'en prenant en compte le nombre de bateaux et le fait que ceux-ci possédaient un équipage de cinq ou huit personnes, le nombre de victimes était probablement beaucoup plus élevé.

## Source
- Mark S. Lovmo, « Further Investigation into the June 8，1948 Bombing of Dokdo Island », Transactions of the Royal Asiatic Society - Korea Branch, Vol. 78 (2003), p. 21-33.  Repris avec plus de détails sur le site dokdo-research.